# Lekkerland
Lekkerland International GmbH je mezinárodní společnost působící ve 12 zemích Evropy v oblasti velkoobchodu potravinářského a nepotravinářského zboží. Zásobuje zejména čerpací stanice, maloobchody, cateringové společnosti. Původně německá společnost Lekkerland GmbH & Co. KG vznikla 11. srpna 1960 sloučením firem Veil & Sohn (se sídlem ve Frankenthalu), Gebr. Pütz oHG (Köln), Heinrich Winkels (Söthe, Mettmann), Ludwig Zeus oHG (Elz), Wilhelm Kohleisen (Mögglingen), Hermann Zeus KG (Großauheim), Karl Limbach (Eitorf/Sieg), Friedrich Linne (Düsseldorf), Paul Kaiser (Remscheid) a firmy August Kratz z Illingenu.
Centrála společnosti je v městě Frechen. V Německu v roce 2007 zaměstnával Lekkerland 3888 zaměstnanců, obrat přesáhl 6,669 milionu €. Obrat celého koncernu činil v roce 2006 téměř 10,55 miliardy € s 7550 zaměstnanci.

## Lekkerland ČR
Společnost má v České republice jedno logistické centrum, a to v Horních Počernicích (centrum v Kutné Hoře bylo zrušeno). Disponuje celkovými skladovacími plochami o výměře 17 000 m² a vlastní kamionovou dopravou. Prostřednictvím firmy O. K. Foods působí na českém trhu od roku 1992. V roce 1999 se stala dceřinou společností německé firmy Lekkerland Europa Holding GmbH. V roce 2013 ukončila své působení na českém trhu.